# Ala ad-Din Muhammad (Imam)

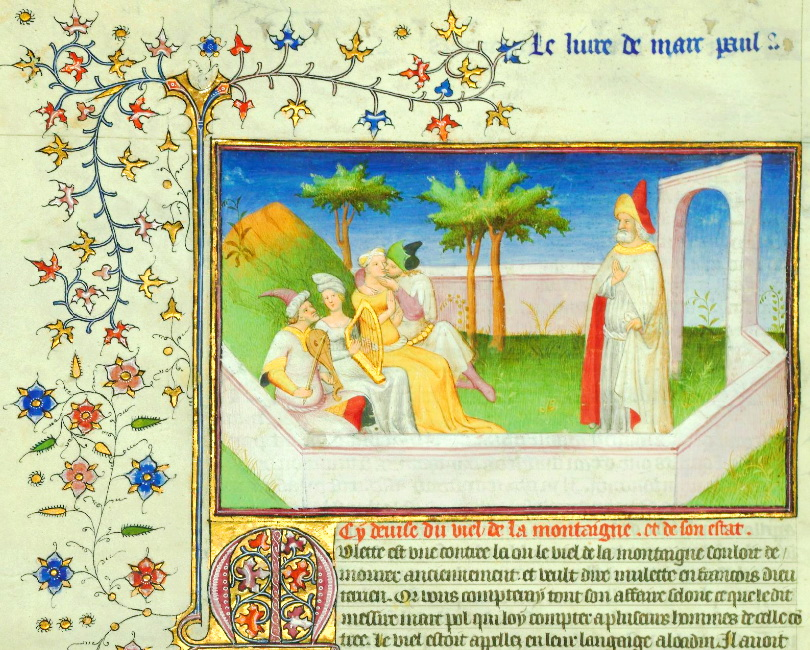
„Hier erzähle ich über den Alten vom Berge,… in deren Sprache Aloadin genannt“ (Cý devile du viel de la montaigne,…apellez en leur language aloadin). Darstellung aus dem Livre des merveilles, einer französischen Abschrift des Reiseberichts von Marco Polo aus dem 15. Jahrhundert. BnF, ms. fr. 2810, folio 16v.

Ala ad-Din Muhammad, oder Muhammad III. (arabisch علاء الدين محمد, DMG Alāʾ ad-Dīn Muḥammad; * 1212; † 1. Dezember 1255), war der 26. Imam der Schia der Nizari-Ismailiten und der siebte Herrscher von Alamut.
Er folgte im Alter von neun Jahren seinem im Monat Ramadan 618 AH (November 1221) gestorbenen Vater Dschalal ad-Din Hassan in der Herrschaft auf Alamut nach. Seine Mutter war eine Tochter des Fürsten von Kutam (Provinz Gilan), die Gerüchten zufolge den Vater vergiftet haben soll. Sein als Vormund regierender Wesir nahm dieses Gerücht zum Vorwand, um die Mitglieder der Herrscherfamilie grausam umzubringen und den Waisen somit gänzlich für sich vereinnahmen zu können. Nachdem Muhammad selbst die Herrschaft übernehmen konnte, ließ er den von seinem Vater eingeforderten orthodoxen Islam der Sunna fallen und wandte sich wieder dem von seiner Schia vertretenen Dogma vom „jüngsten Tag“ zu. 
Während seiner Herrschaft wurde das mit Alamut verfeindete Choresmier-Reich von den vordringenden Mongolen des Dschingis Khan vernichtet. Zwischen den Mongolen und dem Kalifat der Abbasiden in Bagdad verfolgten die Ismailiten fortan eine weitgehend erfolgreiche Politik des Lavierens. Zeitgenössischen Überlieferungen nach soll dies allerdings den fähigen Chefministern von Alamut zu verdanken gewesen sein, während der Imam selbst als politisch desinteressiert, trunksüchtig und gar als wahnsinnig beschrieben wird. Gegen die wachsende Macht der Mongolen entsandte der „Alte vom Berge“ (Veteris de Monte) im Jahr 1238 eine diplomatische Mission an die Höfe von Frankreich und England, um deren Könige um militärische Unterstützung zu ersuchen, die allerdings nicht gewährt wurde. Auch sollen die Ismailiten von Alamut ein Attentatsversuch gegen den Großkhan Möngke unternommen haben. Zumindest ging in dessen Hauptstadt Karakorum 1254 das Gerücht um, dass vierhundert verkleidete Assassinen (Hacsasini) mit einem entsprechenden Mordauftrag unterwegs gewesen wären. Der sich zu jener Zeit dort aufhaltende missionsreisende Wilhelm von Rubruk und seine Begleiter wurden als solche verdächtigt und deshalb einem Verhör unterzogen. Diese Nachricht markiert den letzten der Nizariten von Alamut zugeschriebenen politischen Mordversuch, der aus zeitgenössischen Berichten überliefert ist.
Das Regiment des Imams auf Alamut soll von Grausamkeit und sittlicher Verrohung geprägt gewesen sein. Missliebige Personen ließ er hinrichten und seinen Sohn Rukn ad-Din Churschah misshandelte er regelmäßig öffentlich. Am letzten Tag des Monats Schauwāl 653 AH (1. Dezember 1255) wurde der volltrunkene Imam während einer Rundreise durch sein Herrschaftsgebiet im Schlaf von seinem engsten Vertrauten Hasan-i Mazandarani mit einem Axthieb ermordet. Obwohl sein Sohn Churschah die Tat rächte, wurde er schon von Zeitgenossen als Anstifter der Tat verdächtigt.
Des Imams Sachwalter (dāʿī) in der syrischen Festung der Assassinen, Masyaf, war Taj al-Din, welcher von den Christen gleichfalls als „Alter vom Berge“ (vieil de la Montaigne) bezeichnet wurde. Während der Herrschaft Muhammads III. lebte der Gelehrte Nasir ad-Din Tusi auf Alamut im Exil.